# Австробэйлия
Австробэйлия (лат. Austrobaileya) — монотипный род вечнозелёных лазящих кустарников; единственный род семейства Австробэйлиевые (Austrobaileyaceae). Естественный ареал австробэйлии — северо-восток австралийского штата Квинсленд. Представители рода сохранили ряд признаков, которые были присущи древним цветковым растениям.
В качестве русских названий рода и семейства помимо «австробэйлия» и «австробэйлиевые» в литературе иногда встречается вариант «австробейлия» и «австробейлиевые».
Род назван в честь австралийского ботаника Фредерика Мэнсона Бейли и американского ботаника Ирвинга Видмера Бейли.

## Биологическое описание
Австробэйлии — крупные вечнозелёные лазящие кустарники (древесные лианы), предпочитают расти в дождевых лесах и других местах с повышенной влажностью и отсутствием прямого солнечного света. Длина взрослых растений достигает пятнадцати метров.
В строении проводящей системы сочетаются примитивные признаки с признаками высокой специализации.
Листья супротивные или почти супротивные, цельные, кожистые, перистонервные, снабжены мелкими опадающими прилистниками. В листьях имеются особые сферические клетки, содержащие эфирные масла.
Цветки одиночные, расположены в пазухах листьев; обоеполые, спиральные, с прицветничками. Члены околоцветника светло-зелёные, черепитчатые, на чашелистики и лепестки дифференцированы слабо, связаны между собой постепенными переходами. Общее число свободных членов околоцветника — около двенадцати.
Тычинок — от двенадцати до двадцати пяти, из них фертильных — от шести до девяти. Фертильные тычинки широкие, расположены снаружи, имеют светло-зелёную окраску; стерильные тычинки (стаминодии) расположены внутри, они имеют меньший размер, густо покрыты пурпурными точками. Имеются переходы от фертильных тычинок к стаминодиям. Пыльцевые зёрна крупные, шаровидные.
Плодолистиков в гинецее — от шести до четырнадцати (обычно восемь).
Свободные члены околоцветника, тычинки и плодолистики расположены в сжатой спирали.
Опыление происходит с помощью насекомых (мух). Для их привлечения цветки вырабатывают аромат, похожий на запах гнилой рыбы.
Плод сочный, ягодообразный, абрикосового цвета, в длину достигает семи сантиметров, похож на грушу.
Семена крупные, с многослойной кожурой, по форме похожие на семена каштана. Эндосперм обильный. Зародыш очень маленький.

## Классификация

### Система APG II
В системе классификации APG II (2003) род Австробэйлия (Austrobaileya) выделен в отдельное семейство Австробэйлиевые (Austrobaileyaceae), которое вместе с ещё тремя семействами (Бадьяновые, Лимонниковые, Тримениевые) образует порядок Австробэйлиецветные (Austrobaileyales).

### Таксономическая схема
Таксономическая схема (согласно Системе APG II):
|  |                                      |  |                                   |                             |                                      |  | семейства Бадьяновые, Лимонниковые, Тримениевые |                  |  |                                                                |
|  |                                      |  |                                   |                             |                                      |  |                                                 |                  |  |                                                                |
|  |                                      |  |                                   | порядок Австробэйлиецветные |                                      |  |                                                 |                  |  |                                                                |
|  |                                      |  |                                   |                             |                                      |  |                                                 |                  |  | два вида: - Австробэйлия пятнистая - Австробэйлия взбирающаяся |
|  | отдел Цветковые, или Покрытосеменные |  |                                   |                             | монотипное семейство Австробэйлиевые |  |                                                 | род Австробэйлия |  |                                                                |
|  | отдел Цветковые, или Покрытосеменные |  |                                   |                             |                                      |  |                                                 | род Австробэйлия |  |                                                                |
|  |                                      |  | ещё 44 порядка цветковых растений |                             |                                      |  |                                                 |                  |  |                                                                |
|  |                                      |  |                                   |                             |                                      |  |                                                 |                  |  |                                                                |

### Более ранние системы
В системе классификации Тахтаджяна (1997) род Австробэйлия выделен в отдельное семейство Австробэйлиевые, которое входит в порядок Austrobaileyales надпорядка Magnolianae подкласса Magnoliidae класса Magnoliopsida.
В системе классификации Кронквиста (1981) род Австробэйлия также выделен в отдельное семейство Австробэйлиевые, которое входит в порядок Magnoliales подкласса Magnoliidae класса Magnoliopsida.

### Виды
По информации базы данных The Plant List (2013), род включает один вид — Австробэйлия взбирающаяся (Austrobaileya scandens C.T.White (1933)).

## Журнал «Austrobaileya»
С 1977 года в Брисбене (Австралия) издаётся ботанический журнал «Austrobaileya» на английском языке (ISSN 0155-4131).